# Anabella Queen
Anabella Suhaila Nammour Vargas  (Zulia, Venezuela; 1 de febrero de 2012), conocida artísticamente como Anabella Queen, o simplemente Anabella, es una cantante infantil venezolana.
Saltó a la fama en 2018 con su sencillo «Tu chiquilla», dirigido por Alex Galán, quien se convertiría en el director de sus siguientes videoclips. También es conocida por canciones como «Como niños» y «No tengas miedo». Ha colaborado con artistas latinos como Fefi Oliveira y Reggi El Auténtico.

## Biografía y carrera
Anabella Suhaila Nammor Vargas nació el 1 de febrero de 2012 en el estado de Zulia, en Venezuela, aunque vive en Miami, Florida. Su padre es Danilo Nammour, un piloto de carreras venezolano y dueño de la empresa de calzado Zapatos Grande. Su madre, Belkys Vargas, suele ser la productora ejecutiva de sus videoclips además de elegir el vestuario.

### Primeros años
Desde temprana edad, Anabella Queen desarrolló sus habilidades artísticas tomando clases de baile y de canto.

### Inicios en el mundo de la música
Anabella empezó en el mundo musical grabando versiones de canciones de Corina Smith y Gaby Nova. También colaboró con el grupo DJT en la canción «Quiero darte mi corazón».

### Carrera musical
Su primera canción, «Tu chiquilla», fue lanzada en 2018 bajo la dirección de Alex Galán y la participación de Julián Gil. A finales de ese mismo año lanzó su segundo sencillo llamado «Bailando a lo loco».
Más tarde, en 2019, colaboró con el ganador de la tercera temporada de La Voz Kids Colombia, Juanse Laverde, en la canción «Como niños» tras haber sido invitada a las grabaciones del programa. Este tema tuvo éxito rápidamente en los escenarios y la televisión y Queen y Laverde tuvieron la suerte de encargarse de abrir los conciertos del Tour Yatra, gira musical por Colombia del cantante Sebastián Yatra. 
A vísperas de su cumpleaños número 8, en 2020, lanzó «No tengas miedo», el tema con más éxito de toda su carrera musical. Tres meses después, en mayo, colaboró junto a la actriz venezolana Fefi Oliveira en la canción «Como sería». En junio, lanzó «Iguales» junto al escultor venezolano famoso en las redes sociales, Josué Benjamín. En septiembre empezó a publicar en su canal de Youtube una serie animada de 13 episodios titulada Anabella Queen - la serie y que vino acompañada de la canción «Hula Hula».
A principios de 2021 lanzó la canción «Sigue tu corazón», que fue grabada en Maracaibo. Un mes después se hizo popular cuando su padre cerró el puente más largo de Venezuela, el Puente General Rafael Urdaneta para que diera un concierto virtual. Más tarde lanzó las canciones «Destino», «Mamá» y «Al revés». También, le dedicó una canción a su sobrino Thiago  
En febrero de 2022 empezó a publicar las 10 canciones que compondrían su primer álbum llamado «Pequeña Gigante» terminado en noviembre de ese mismo año. También empezó a dar una gira de conciertos por Venezuela y México para promocionar su álbum.
Después del éxito de «Pequeña Gigante», en 2023 empezó a lanzar las canciones que compondrían su segundo álbum llamado «11th».

## Discografía
| Año  | Canción                     | Artista(s)                          | Referencias |
| ---- | --------------------------- | ----------------------------------- | ----------- |
| 2018 | Tu chiquilla                | Anabella Queen                      | [ 8 ]       |
| 2018 | Bailando a lo loco          | Anabella Queen                      | [ 9 ]       |
| 2019 | Como niños                  | Anabella Queen y Juanse Laverde     | [ 10 ]      |
| 2020 | No tengas miedo             | Anabella Queen                      | [ 11 ]      |
| 2020 | Como sería                  | Anabella Queen y Fefi Oliveira      | [ 12 ]      |
| 2020 | Iguales                     | Anabella Queen y Josué Benjamín     | [ 13 ]      |
| 2020 | Hula Hula                   | Anabella Queen                      | [ 14 ]      |
| 2021 | Sigue tu corazón            | Anabella Queen                      | [ 15 ]      |
| 2021 | Destino                     | Anabella Queen                      | [ 16 ]      |
| 2021 | Mamá                        | Anabella Queen                      | [ 17 ]      |
| 2021 | Al revés                    | Anabella Queen                      | [ 18 ]      |
| 2022 | Shalala                     | Anabella Queen                      | [ 19 ]      |
| 2022 | Cuando sea grande           | Anabella Queen                      | [ 20 ]      |
| 2022 | Enamora2                    | Anabella Queen y Juanse Laverde     | [ 21 ]      |
| 2022 | Afrobella                   | Anabella Queen                      | [ 22 ]      |
| 2022 | Pequeña Gigante             | Anabella Queen                      | [ 23 ]      |
| 2022 | Poco a poco                 | Anabella Queen                      | [ 24 ]      |
| 2022 | Baila                       | Anabella Queen                      | [ 25 ]      |
| 2022 | Don't be afraid             | Anabella Queen                      | [ 26 ]      |
| 2022 | ZigZag                      | Anabella Queen y Picus              | [ 27 ]      |
| 2022 | Se pegó                     | Anabella Queen                      | [ 28 ]      |
| 2023 | 11:11                       | Anabella Queen                      | [ 29 ]      |
| 2023 | Bendición                   | Anabella Queen                      | [ 30 ]      |
| 2023 | Finde                       | Anabella Queen y Reggi El Auténtico | [ 31 ]      |
| 2023 | Vacaciones                  | Anabella Queen                      | [ 32 ]      |
| 2023 | Reír y Llorar               | Anabella Queen                      | [ 33 ]      |
| 2023 | Ritmo                       | Anabella Queen                      | [ 34 ]      |
| 2023 | Reir y Llorar (pop versión) | Anabella Queen                      | [ 7 ]       |
| 2023 | Tara Ta Tara                | Anabella Queen                      | [ 7 ]       |
| 2023 | Tanta Falta                 | Anabella Queen                      | [ 7 ]       |
| 2023 | Vibra                       | Anabella Queen                      | [ 7 ]       |
| 2024 | Fantasía                    | Anabella Queen                      |             |
| 2024 | Merci Beaucoup              | Anabella Queen y Nacho              |             |
| 2024 | I See U                     | Anabella Queen y Lalo Ebratt        |             |